# Holcombe Burnell
Holcombe Burnell is een civil parish in het bestuurlijke gebied Teignbridge, in het Engelse graafschap Devon. In 2001 telde het civil parish 575 inwoners.